# Annika Becker
Annika Becker (Rotenburg an der Fulda, 12 novembre 1981) è un'ex astista tedesca.

## Palmarès

### Mondiali
- 1 medaglia:
  - 1 argento (Parigi 2003)

### World Cup
- 1 medaglia:
  - 1 oro (Madrid 2002)

### Mondiali Under 20
- 1 medaglia:
  - 1 argento (Santiago del Cile 2000)

### Europei Under 23
- 1 medaglia:
  - 1 argento (Amsterdam 2001)

### Europei Under 20
- 2 medaglie:
  - 1 oro (Lubiana 1997)
  - 1 argento (Riga 1999)